# Boutigny-sur-Essonne
Boutigny-sur-Essonne là một xã ở tỉnh Essonne thuộc vùng Île-de-France miền bắc nước Pháp.
Danh xưng cư dân địa phương Boutigny-sur-Essonne trong tiếng Pháp là Botignacois.